# Силиго
Силиго (итал. Siligo, на месном говору: Sìligo) град је у западној Италији. Силиго је други по величини и значају град на Сардинији и седиште истоименог округа Сасари.

## Становништво
Према резултатима пописа становништва 2011. у општини је живело 912 становника.
| 1931. | 1936. | 1951. | 1961. | 1971. | 1981. | 1991. | 2001. | 2011. |
| ----- | ----- | ----- | ----- | ----- | ----- | ----- | ----- | ----- |
| 1.772 | 1.815 | 1.856 | 1.606 | 1.372 | 1.298 | 1.142 | 1.012 | 912   |